# Ultraje (película de 1950)
Ultraje (título original en inglés: Outrage) es una película policial dramática en blanco y negro de 1950 dirigida por Ida Lupino, escrita por Lupino Malvin Wald y Collier Young, y protagonizada porMala Powers, Tod Andrews y Robert Clarke. La película se centra en una mujer joven que es víctima de la agresión individual y del sistema.
Ultraje es la tercera película producida por la empresa independiente The Filmakers Inc., de Lupino y Young. Inicialmente recibió críticas mixtas, y fue apreciada críticamente con el paso de los años.  En 2020, fue seleccionada para su preservación en el Registro Nacional de Cine por la Biblioteca del Congreso por ser "cultural, histórica o estéticamente significativa".

## Argumento
Una mujer joven es violada mientras regresa del trabajo. El trauma del ataque la aleja de sus padres y su prometido. Incapaz de enfrentar a la sociedad, huye y, bajo otro nombre, obtiene un trabajo en un rancho de naranjas.

## Reparto
- Mala Powers - Ann Walton
- Tod Andrews - Reverendo Bruce Ferguson
- Robert Clarke - Jim Owens
- Raymond Bond - Eric Walton
- Lilian Hamilton - Sra. Walton
- Rita Lupino - Stella Carter
- Hal March - Det. Sargento. Hendrix
- Kenneth Patterson - Tom Harrison
- Jerry Paris - Frank Marini
- Angela Clarke - Madge Harrison
- Roy Engel - sheriff Charlie Hanlon
- Lovyss Bradley - Sra. Miller
- Robin Camp - limpiabotas
- William Challee - Lee Wilkins
- Tristram Coffin - Juez McKenzie

## Recepción y legado
Los críticos contemporáneos le han dado a la película críticas mixtas. Tiene un porcentaje de aprobación del 61% en Rotten Tomatoes, basado en 23 reseñas.

En una reseña de 2018, Richard Brody, de The New Yorker, elogió efusivamente la película y la dirección de Lupino, diciendo:
Lupino convierte las restrictivas convenciones de Hollywood en una parte crucial de la historia: así como la palabra "violación" nunca se menciona en la película, a Ann se le impide hablar sobre su experiencia y huye de casa, impulsada por el tormento de su silencio forzado y el trauma que destrozó su sentido de identidad. El drama de Lupino combina la historia de Ann con una visión incisiva de los múltiples fallos sociales que contribuyen al crimen, incluyendo la falta de voluntad del sistema legal para afrontar la prevalencia de la violación. Además, Lupino presenta una cultura de miradas lascivas, silbidos de lobo y novios dominantes, y revela la agresión generalizada e incuestionable que enfrentan las mujeres en un noviazgo aparentemente consensuado y que es inseparable de la violencia que sufre Ann.
Fred Camper, de Chicago Reader, escribió positivamente de la película en una reseña de 2019 : «Puede que no sea estilísticamente original ni del todo exitosa, pero trata el tema de la violación con auténtica sensibilidad, especialmente para su época». Martin Pawley, en su revisión de la carrera de Lupino para el portal Con los Ojos Abiertos, resalta su habilidad para crear roles masculinos alejados de la toxicidad, resaltando que están incluso en Ultraje, la que considera su mejor obra.
Junto a las películas Shrek, La naranja mecánica, The Joy Luck Club y The Hurt Locker, Ultraje fue seleccionada para su preservación en el Registro Nacional de Cine por la Biblioteca del Congreso por ser "cultural, histórica o estéticamente significativa" en 2020.